# バイカル山脈

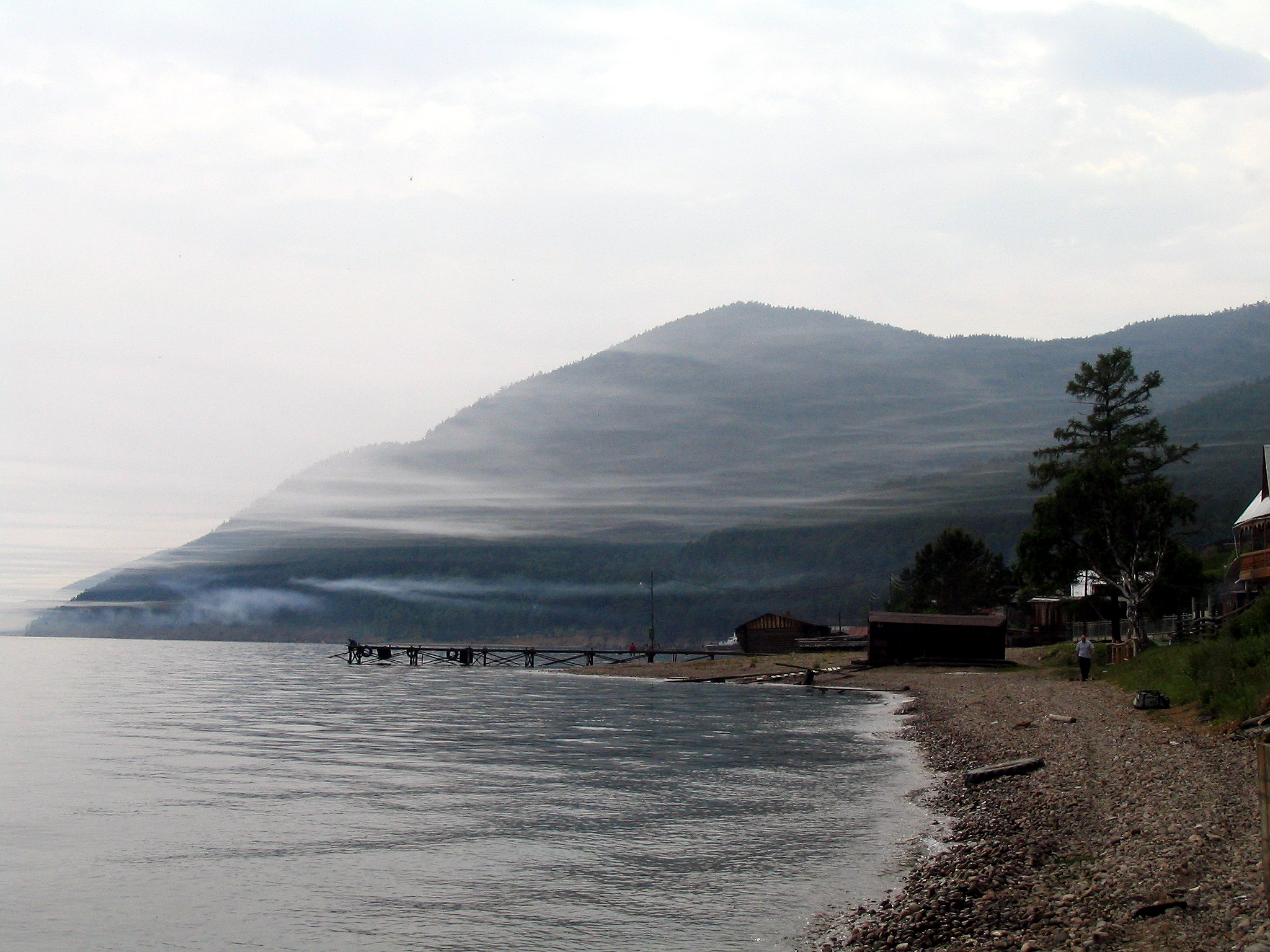
夏の山脈と湖。南西岸ボリシエ・コティより。

バイカル山脈（ロシア語: Байка́льский хребе́т、ブリヤート語: Байгалай дабаан）はロシア連邦の沿バイカル地域のバイカル湖北西岸、イルクーツク州とブリヤート共和国に位置する山脈。
最高峰はチェルスキー山（Гора Черского；2572m） 、この山名はポーランド人探検家ヤン・チェルスキーに因む。山脈の北東はスィンヌィル山脈と隔てられ、北バイカル高原の南東縁を形成。北に続くアキトカン山脈は西の高原の端となる。東サヤン山脈と共に中央シベリア高原の南に接する。
レナ川の水源地を含むバイカロ・レンスキー自然保護区がある。周囲の森林はインカナハンノキ、アスペン、ヨーロッパダケカンバ、シベリアカラマツ、シベリアモミ、ヨーロッパアカマツ、シベリアンスプルースからなる。